# Hubbleovo hluboké pole

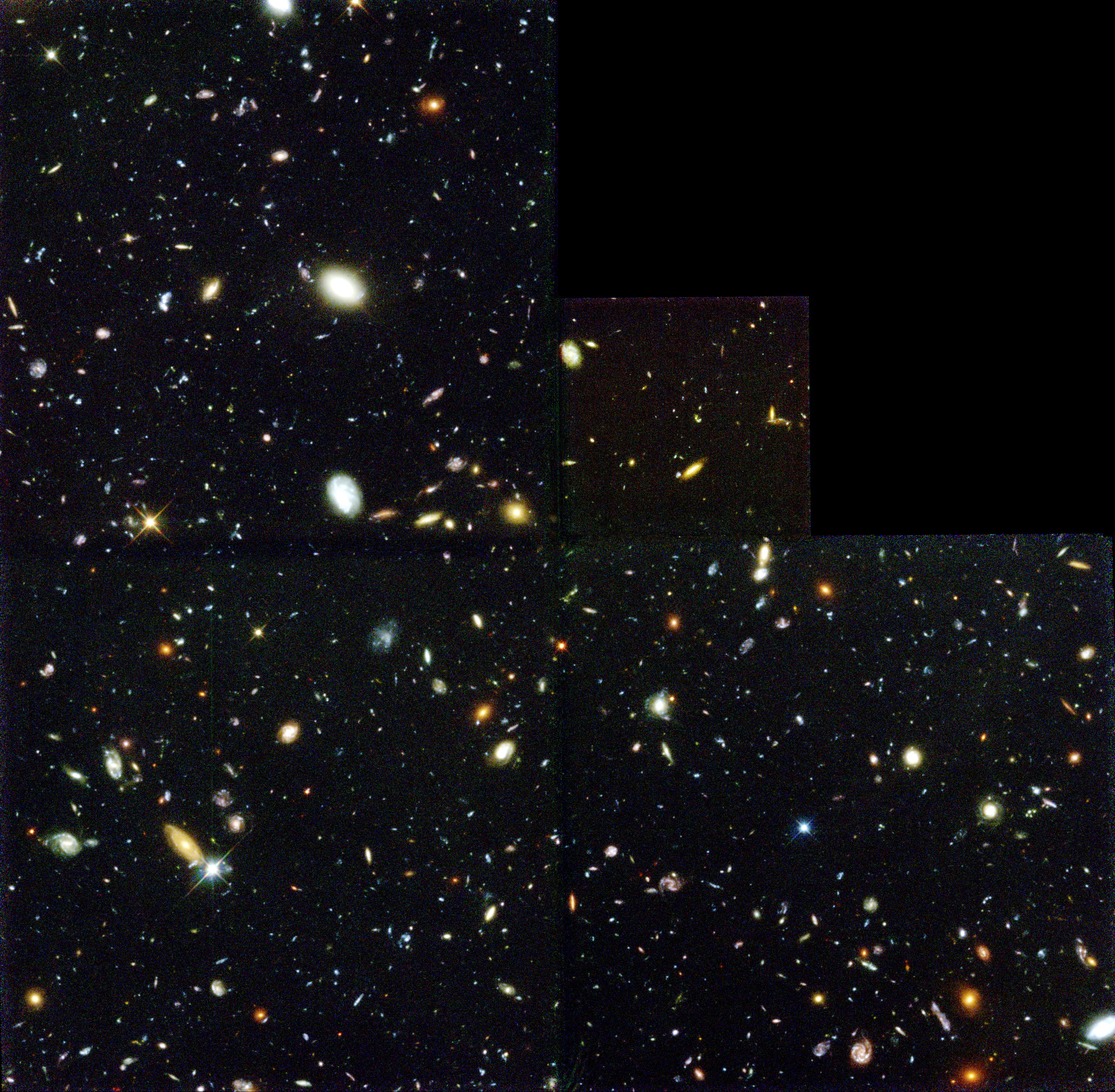
Hubbleovo hluboké pole

Hubbleovo hluboké pole (anglicky Hubble Deep Field – HDF) je snímek velmi malé oblasti hlubokého vesmíru v souhvězdí Velké medvědice, založený na výsledcích řady pozorování Hubbleovým vesmírným dalekohledem. Snímek je tvořen oblastí měřící 2,5 úhlové minuty napříč, což je pro představu jako tenisový míček (měřící 65 mm) ve vzdálenosti 100 metrů, tedy dvoumiliontina oblohy viděné z planety Země. Obraz byl složen dohromady z 342 samostatných snímků pořízených zařízením Wide Field and Planetary Camera 2 v průběhu deseti dní mezi 18. a 28. prosincem roku 1995.
Zabírané pole je tak malé, že je na něm zachyceno pouze několik hvězd Mléčné dráhy. Většina z 3 000 viditelných objektů jsou galaxie, přičemž některé z nich jsou velice mladé a nejvzdálenější, které byly až doté doby známé. Díky odhalení tak hojného počtu mladých galaxií se snímek HDF stal velmi významným pro studium raného vesmíru a mj. také zdrojem více než 400 vědeckých prací od data jeho pořízení.

## Jiná hluboká pole
Tři roky nato (1998) byla obdobným způsobem vyfotografována část jižní hvězdné hemisféry a pojmenována Jižní Hubbleovo hluboké pole. Podobnost obou oblastí utvrdila vědce v myšlence, že vesmír je ve velkých měřítcích homogenní a že Země se nachází v podstatě na velmi běžném místě vesmíru (kosmologický princip). V roce 2004 byl v průběhu jedenácti dní pořízen ještě podrobnější obraz vesmíru, známý jako Hubbleovo ultrahluboké pole (HUDF); uvnitř něho se pak nachází Hubbleovo extrémně hluboké pole (Hubble eXtreme Deep Field, zkratkou XDF). Toto jsou dosud (2015) nejhlubší a nejpodrobnější astronomické obrazy pořízené v oblasti viditelného spektra.